# 변심거리
변심거리(邊心距離, 영어: apothem, apo)는 기하학에서 정다각형(regular polygon)의 중심에서 변(side)까지의 거리를 가리키는 용어이다.

## 현
단위원 등에서 원에 내접하는 정다각형(regular polygon)의 한 변은 직경(diameter)을 수직(perpendicular)으로 지나는 현(chord)이 된다.

## 반지름과 변심거리 그리고 화살거리
|                                                                                   |
| (예시) 원에 내접하는 정사각형의 한변의 변심거리(apothem)와 시(矢,saggit,화살거리) |

반지름과 변심거리 또는 화살거리(시)는 현의 길이를 보여준다.

## 정다각형
정다각형의 면적(A)은 변심거리와 관계있다.
정다각형의  각(또는 변 또는 현) {\displaystyle n}, 그 한 현의 길이  {\displaystyle s} 그리고 변심거리 {\displaystyle a}
{\displaystyle A={{nsa} \over {2}}={{pa} \over {2}}}
{\displaystyle p}는 정다각형의 둘레(Perimeter)

## 같이 보기
- 활꼴